# جولیو کورسینی
جولیو کورسینی (انگلیسی: Giulio Corsini; ۲۸ سپتامبر ۱۹۳۳ – ۳۱ دسامبر ۲۰۰۹) بازیکن فوتبال اهل ایتالیا بود.
از باشگاه‌هایی که در آن بازی کرده‌است می‌توان به باشگاه فوتبال آ.اس. رم و باشگاه فوتبال آتالانتا اشاره کرد.